# Balon cvijet
Balon cvijet (lat. Platycodon grandiflorus) je jedina vrsta monotipskog roda Platycodon iz porodice zvončikovki. To je trajnica iz istočne Azije (Kina, Ruski daleki istok, Japan, Koreja). Naziv balon cvijet dolazi po cvjetnim pupoljicima nalik balonu, i kao takav ušao je i u druge jezike.
Balon cvijet je ljekovit i koristi se tradicionalno u Koreji, Japanu i Kini. U Koreji se korijen koristi za pripremu slastice poznate kao jeonggwa (정과; 正果), sirupa i čajeva.
- balon cvijet
- balon cvijet
- balon cvijet
- balon cvijet